# STRV 1D
O STRV 1C foi um satélite experimental geoestacionário britânico construído pela  Defence Evaluation and Research Agency (DERA). Ele era operado em conjunto pela Defence Evaluation and Research Agency (DERA), Ballistic Missile Defence Organisation (BMDO) e Agência Espacial Europeia (ESA). Devido a um erro de projeto levou a missão do mesmo ao fracasso em dezembro de 2000.

## História
O STRV 1C faz parte da série de satélites STRV (Space Technology Research Vehicle), são uma série de satélites experimentais adquiridos para o Ministério da Defesa do Reino Unido pela Defence Research Agency (DRA) (posteriormente Defence Evaluation and Research Agency (DERA)).
O satélite levava a bordo uma câmera e experimentos de tecnologia de informática.

## Lançamento
O satélite foi lançado com sucesso ao espaço no dia 16 de novembro de 2000 às 01:07:07 UTC, por meio de um veículo Ariane-5G a partir do Centro Espacial de Kourou, na Guiana Francesa, juntamente com os satélites PAS-1R, AMSAT P3D e STRV 1C. Ele tinha uma massa de lançamento de 102 kg.